# Busunglück von Heimenkirch
Das Busunglück von Heimenkirch war der Zusammenstoß eines Postbusses mit einem Güterzug im Februar 1966 in Heimenkirch im Landkreis Lindau (Bodensee) in Bayern. Bei dem Unfall am Bahnübergang der Bundesstraße 32 starben sieben Menschen im Alter zwischen 11 und 22 Jahren.

## Geschehen
Am Morgen des 4. Februar 1966 fuhr ein Postbus – wie an jedem Werktag – durch die Ortsteile von Heimenkirch, um vor allem Schüler nach Lindenberg zu bringen.  Am Ortsausgang Richtung Riedhirsch wollte der Fahrer die dort verlaufenden Schienen der Bahnstrecke Buchloe–Lindau überqueren. Der Bus war mit insgesamt 38 Personen besetzt. In diesem Moment näherte sich ein Güterzug mit etwa 60 km/h dem Bahnübergang, erfasste den Bus und schleifte ihn 200 Meter mit. Bei dem Unglück wurden sieben Personen getötet und mindestens 25 Personen verletzt. Zunächst versuchten Polizei und Feuerwehr mit Äxten und Stemmeisen die Opfer zu befreien. Kurze Zeit später waren Schweißgeräte einsatzbereit und beschleunigten die Befreiung.
Eine der Opferfamilien ließ später am Unfallort ein Gedenkkreuz anbringen.

## Verantwortung
Bei den späteren Ermittlungen stellte sich heraus, dass zum Unglückszeitpunkt die Schranken am Bahnübergang geöffnet waren. Der zuständige Schrankenwärter gab später zu, deren Schließung vergessen zu haben. Vor dem Güterzug durchfuhr ein Personenzug den Bahnübergang, daraufhin öffnete der Wärter die Schranke. Der Güterzug hatte eine Verspätung von 20 Minuten, was dem Schrankenwärter gemeldet war. Die Untersuchungen führten zur Annahme, der Wärter habe diese Meldung vergessen. Ein Gutachten kam zum Schluss, dass der Wärter für seinen Beruf ungeeignet gewesen sei, er hatte schon in früherer Zeit mehrere Male vergessen, die Schranken zu schließen. Die Ermittlungen gegen ihn wurden eingestellt und richteten sich fortan gegen die Vorgesetzten des Schrankenwärters. Jedoch wurde keine Anklage erhoben und somit wurde zu diesem Unfall nie ein Urteil gesprochen.